# Curtarolo
Curtarolo är en ort och kommun i provinsen Padova i regionen Veneto i Italien. Kommunen hade 7 242 invånare (2018).